# Muswell Hillbillies
Muswell Hillbillies je album od britské rockové skupiny The Kinks. Bylo vydáno v prosinci 1971 a je pojmenováno po předměstí Muswell Hill v severním Londýně, kde vyrostli zpěvák a skladatel Ray Davies a kytarista Dave Davies, a začátkem šedesátých let zde založili The Kinks. Album se zabývá chudobou, životem dělnické třídy a parcelování starých viktoriánských sousedství – praxí, která byla v sedmdesátých letech v severním Londýně běžná.

## Seznam skladeb
Autorem všech skladeb je Ray Davies.
Strana 1
1. „20th Century Man“ – 5:57
2. „Acute Schizophrenia Paranoia Blues“ – 3:32
3. „Holiday“ – 2:40
4. „Skin and Bone“ – 3:39
5. „Alcohol“ – 3:35
6. „Complicated Life“ – 4:02

Strana 2
1. „Here Come the People in Grey“ – 3:46

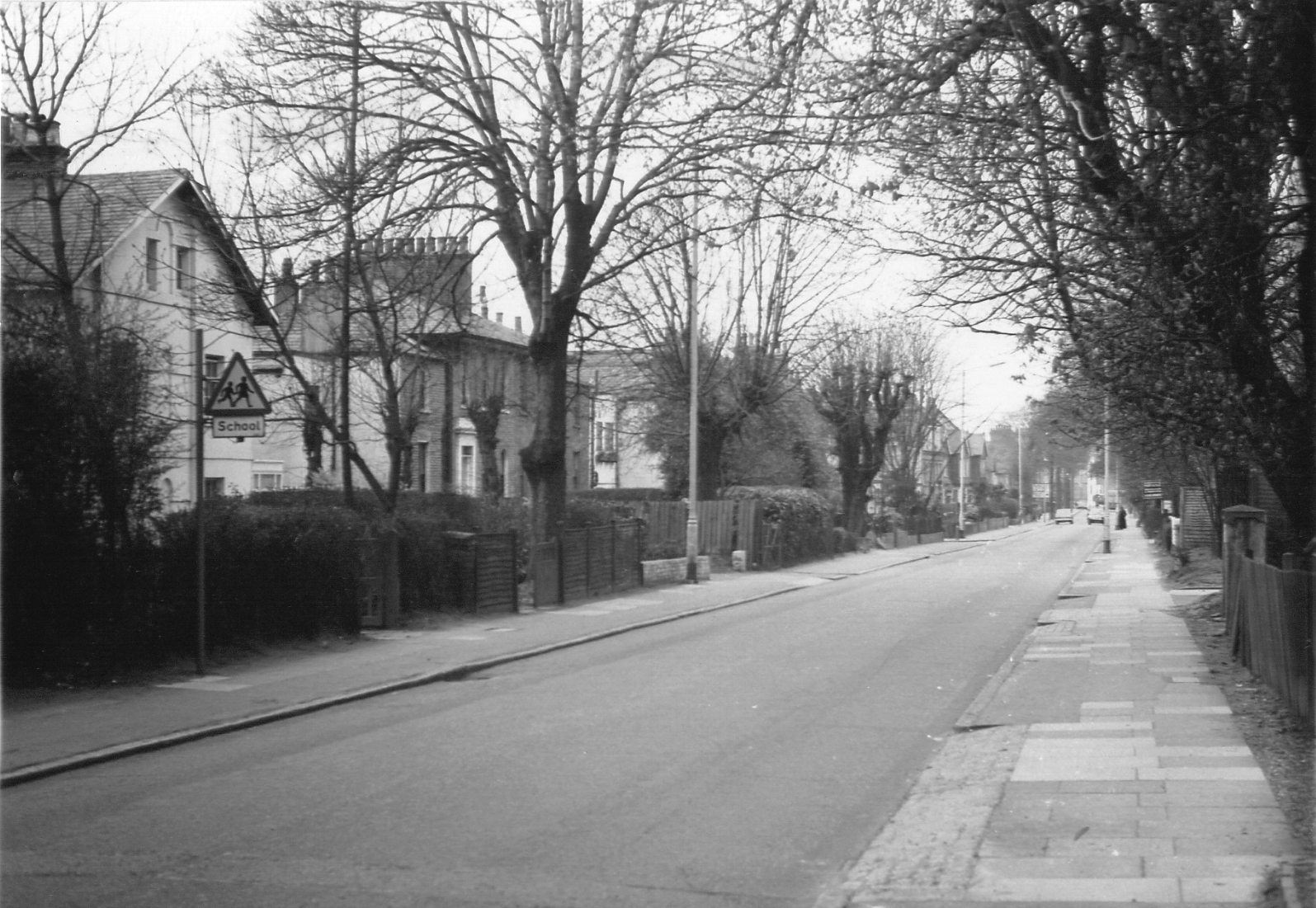
Fortis Green road, Muswell Hill (1973)

2. „Have a Cuppa Tea“ – 3:45
3. „Holloway Jail“ – 3:29
4. „Oklahoma, U.S.A.“ – 2:38
5. „Uncle Son“ – 2:33
6. „Muswell Hillbilly“ – 4:58

Bonusy
1. „Mountain Woman“ – 3:08
2. „Kentucky Moon“ – 3:57

## Obsazení
- Ray Davies - akustická kytara, harmonika, hlavní vokály, rezonanční kytara
- Dave Davies - sólová kytara, slide guitar, banjo, doprovodné vokály
- John Dalton - baskytara, doprovodné vokály
- John Gosling - klavír (akustický a elektrický), Hammondovy varhany, akordeon
- Mick Avory - bicí, perkuse
- Mike Cotton - trubka
- John Beecham - pozoun, tuba
- Alan Holmes - saxofon, klarinet